# Nájemná vražda

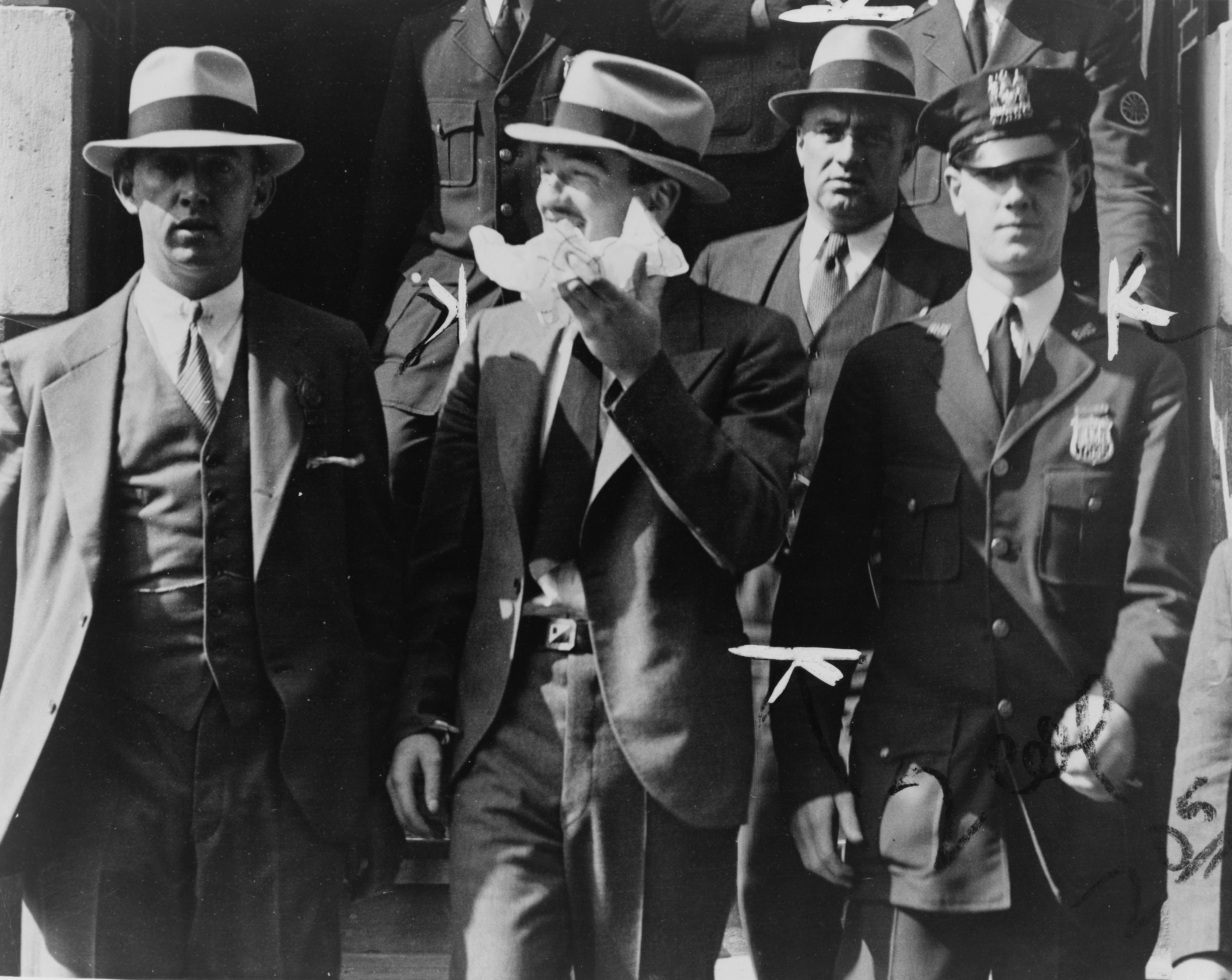
Nájemný vrah Vincent "Mad Dog" Coll opouští v roce 1931 budovu soudu v doprovodu policistů

Nájemná vražda (též vražda na zakázku nebo vražda na objednávku) je forma vraždy nebo atentátu, při níž jedna strana (zadavatel) najme jinou stranu (vykonavatele), aby zabila konkrétní osobu nebo skupinu lidí. Zahrnuje dohodu, která obsahuje nějakou formu kompenzace, často finanční. Vražda na objednávku je nejčastěji spojována s organizovaným zločinem, vládními spiknutími, diktaturami a krevní mstou. Motivem bývá i majetkový prospěch nebo osobní vztah (odstranění manžela/manželky kvůli někomu jinému) či obojí (zadavatel/-ka dědí po usmrcené osobě), konkurenční boj aj.
V České republice se nájemné vraždy evidují od roku 1999, do té doby se zahrnovaly pod vraždy bez rozlišení. Ve Spojených státech amerických byla oficiálně uznána jako federální zločin v roce 1958, ale FBI se jimi zabývala již od 30. let 20. století v dobách organizovaného zločineckého gangu Murder, Inc.

## Popis
U nájemné vraždy vzniká účastenství na trestném činu, tj. forma úmyslné trestné součinnosti dvou či více osob směřující proti určitému konkrétnímu chráněnému zájmu (život osoby/osob). To znamená, že zde není typický pachatel, který svým konáním sám naplní všechny znaky skutkové podstaty (tedy úmyslné usmrcení), ale více pachatelů, z nichž všechny znaky skutkové podstaty naplní jen jeden z nich (úmyslně usmrtí jiného – vrah), kdežto ostatní se mohou podílet na trestném činu jinak (někdo např. sleduje prostor/hlídá, jiný opatří vražedný nástroj nebo zakryje stopy). Najatý vrah může být motivován nejen finanční odměnou, ale i např. vyrovnáním dluhů, obavou o svůj život či rodinu atd.
- Organizátor / zadavatel vraždy zosnová plán, kontaktuje osoby, může je aktivně kontrolovat a rozdělit role, opatřit zbraň apod.[2]
- Zprostředkovatel / návodce na základě objednávky vraždy může např. za finanční obnos sehnat vykonavatele činu.[2]
- Pomocník u vraždy na zakázku může sehrát různé role včetně vylákání oběti na místo činu, hlídání okolí místa činu, dopravení pachatele na místo činu a poté odvoz apod.[2]
- Vykonavatel provede samotnou akci, tedy vraždu oběti. Bývají to většinou osoby se zkušenostmi se střelnou zbraní, odpadlíci z bezpečnostních agentur, bývalí policisté nebo dozorci.[3]

Jedna osoba může zároveň převzít více rolí.

## Téma nájemné vraždy v popkultuře
Filmy
- Vražda na objednávku (1954)
- Brutální Nikita (1990)
- Specialista (1994)

Videohry
- herní série Hitman